# Fresnes-en-Tardenois
Fresnes-en-Tardenois és un municipi francès situat al departament de l'Aisne i a la regió dels Alts de França. L'any 2007 tenia 243 habitants.

## Demografia

### Població
El 2007 la població de fet de Fresnes-en-Tardenois era de 243 persones. Hi havia 100 famílies de les quals 23 eren unipersonals (4 homes vivint sols i 19 dones vivint soles), 38 parelles sense fills, 31 parelles amb fills i 8 famílies monoparentals amb fills.
La població ha evolucionat segons el següent gràfic:
Habitants censats

### Habitatges
El 2007 hi havia 113 habitatges, 99 eren l'habitatge principal de la família, 5 eren segones residències i 10 estaven desocupats. 108 eren cases i 5 eren apartaments. Dels 99 habitatges principals, 88 estaven ocupats pels seus propietaris, 10 estaven llogats i ocupats pels llogaters i 1 estava cedit a títol gratuït; 4 tenien dues cambres, 11 en tenien tres, 22 en tenien quatre i 62 en tenien cinc o més. 64 habitatges disposaven pel capbaix d'una plaça de pàrquing. A 40 habitatges hi havia un automòbil i a 52 n'hi havia dos o més.

### Piràmide de població
La piràmide de població per edats i sexe el 2009 era:
| Homes | Edats   | Dones |
| ----- | ------- | ----- |
| 0     | 95 o +  | 0     |
| 4     | 90 a 94 | 0     |
| 0     | 85 a 89 | 4     |
| 4     | 80 a 84 | 0     |
| 0     | 75 a 79 | 4     |
| 4     | 70 a 74 | 8     |
| 4     | 65 a 69 | 8     |
| 8     | 60 a 64 | 4     |
| 4     | 55 a 59 | 4     |
| 12    | 50 a 54 | 16    |
| 8     | 45 a 49 | 8     |
| 16    | 40 a 44 | 8     |
| 4     | 35 a 39 | 4     |
| 8     | 30 a 34 | 12    |
| 4     | 25 a 29 | 4     |
| 12    | 20 a 24 | 4     |
| 16    | 15 a 19 | 16    |
| 4     | 10 a 14 | 4     |
| 8     | 5 a 9   | 0     |
| 4     | 0 a 4   | 8     |

## Economia
El 2007 la població en edat de treballar era de 161 persones, 112 eren actives i 49 eren inactives. De les 112 persones actives 105 estaven ocupades (62 homes i 43 dones) i 7 estaven aturades (4 homes i 3 dones). De les 49 persones inactives 13 estaven jubilades, 12 estaven estudiant i 24 estaven classificades com a «altres inactius».

### Ingressos
El 2009 a Fresnes-en-Tardenois hi havia 100 unitats fiscals que integraven 260 persones, la mediana anual d'ingressos fiscals per persona era de 16.792 €.

### Activitats econòmiques
Dels 15 establiments que hi havia el 2007, 3 eren d'empreses de construcció, 4 d'empreses de comerç i reparació d'automòbils, 2 d'empreses d'hostatgeria i restauració, 4 d'empreses immobiliàries, 1 d'una empresa de serveis i 1 d'una entitat de l'administració pública.
Dels 4 establiments de servei als particulars que hi havia el 2009, 1 era un taller de reparació d'automòbils i de material agrícola, 1 paleta i 2 fusteries.
L'any 2000 a Fresnes-en-Tardenois hi havia 3 explotacions agrícoles que ocupaven un total de 798 hectàrees.

## Poblacions més properes
El següent diagrama mostra les poblacions més properes.